# Bismarckova rozhledna (Zelená hora)
Bismarckova rozhledna je rozhledna nacházející se na vrcholu Zelené hory (641 m), v katastrálním území Dolní Pelhřimov, přibližně 4 km západně od města Cheb v okrese Cheb v Karlovarském kraji.

## Historie
Rozhledna byla postavena roku 1909 na místě původní dřevěné rozhledny, která tu stávala v letech 1891 až 1909. V letech 1914–1915 byly okrašlovacím spolkem a obcí Horní Pelhřimov postaveny u rozhledny dva objekty, z nichž jeden sloužil jako hostinec.
Název nese po německém kancléři Otto von Bismarckovi. V té době bylo postaveno v německy mluvící části Evropy a také v Jižní Americe dvě stě podobných Bismarckových rozhleden, sloupů a mohyl. Na českém území stojí tři tzv. Bismarckovy věže. Tou druhou je rozhledna Háj na stejnojmenném vrchu (757 m) nedaleko Aše a třetí stojí na vrcholu Tanečnice (599 m) ve Šluknovské pahorkatině poblíž Mikulášovic. Rozhledny na Tanečnici a na Háji ovšem již jméno Bismarck ve svém názvu oficiálně nenesou.
Materiálem pro její stavbu byl kámen. V období existence železné opony se rozhledna nacházela v zakázaném hraničním pásmu, stala pozorovatelnou pohraničníků a proto byla pozapomenuta. V roce 1973 byl nedaleko rozhledny postaven nový televizní vysílač. Od roku 2004 je v majetku města Cheb a o rok později prošla dvoumilionovou rekonstrukcí.
Kromě Bismarckovy busty, po které zůstalo prázdné místo nad vchodem, byla stavba doplněna starogermánskými symboly. Vstupní dveře i dveře na balkon jsou zdobeny mohutnými meči. Na hlavních dveřích se mezi meči nachází kulatý štít, v jehož středu je šesticípá hvězda. Ta symbolizuje v germánské mytologii vesmír. Nad vchodem je umístěn znak města Chebu. Na stěnách schodiště se nachází 43 žulových desek, do kterých jsou vytesány runové nápisy. 
Runové nápisy zvyšují tajemnost věže. Neobsahují však žádná mystická sdělení, ale třeba věnování chebských řezníků nebo oslavují Bismarcka a antislovanského a antisemitského nacionalistu Schönerera.

## Přístup
Ze silnice v bývalém Horním Pelhřimově odbočuje zelená turistická značka okolo zaniklého kostela svaté Anny na vrchol Zelené hory. Nejbližší železniční stanice se nachází v Chebu. Vzdálenost od nádraží v Chebu na rozhlednu je přibližně 7 km.

## Výhled
Z rozhledny je kruhový výhled. Východní směrem je vidět město Cheb, v pozadí se Slavkovským lesem. Jižním až jihovýchodním směrem je výhled na Český les, přes státní hranici na vesnice v Bavorsku. Západním směrem lze vidět kopce na Česko-bavorské hranici, severním směrem Františkovy Lázně, Smrčiny a západní svahy Krušných hor.